# Připojení Hlučínska k Československu

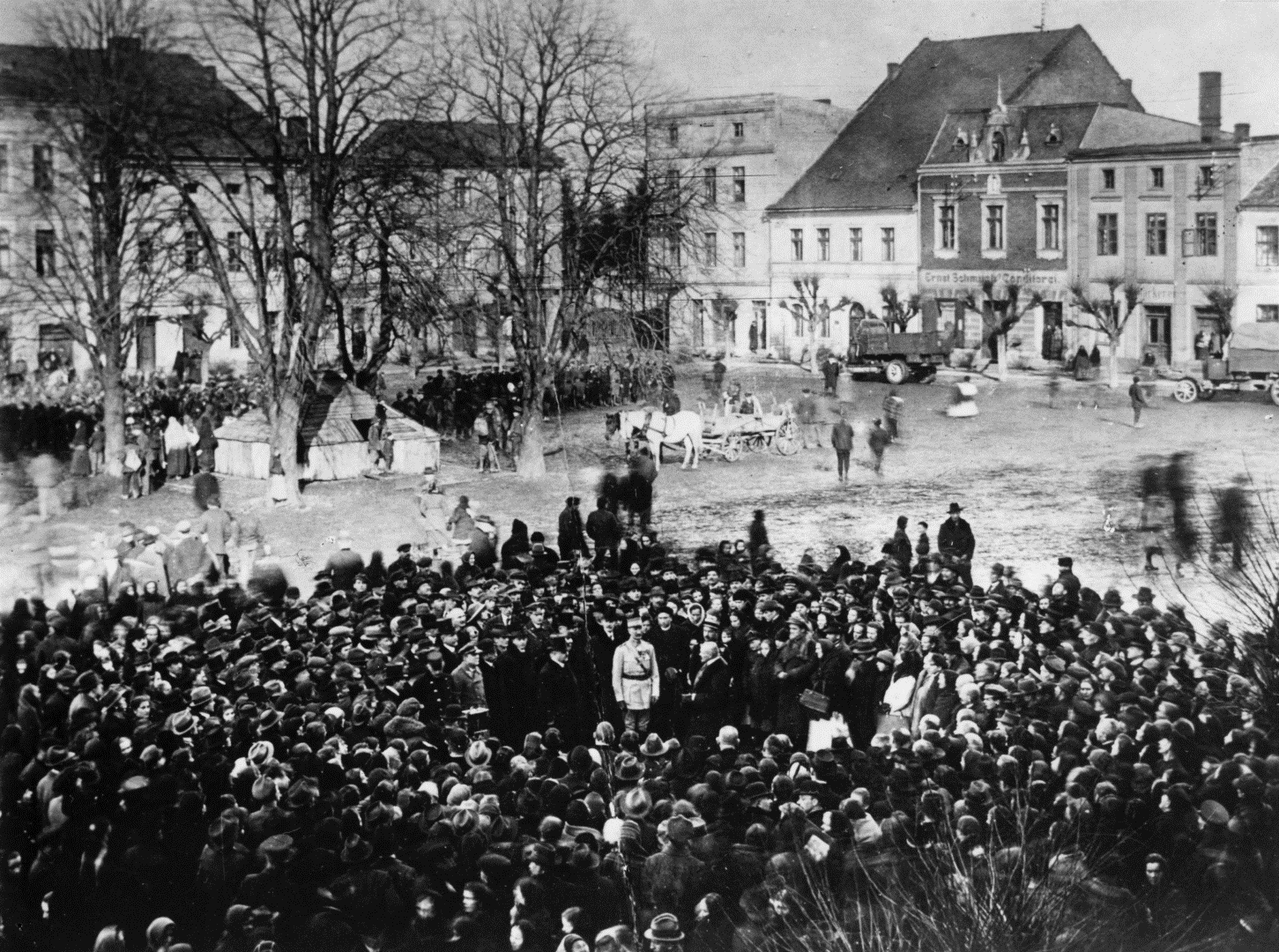
Československá armáda a úředníci přebírají správu města Hlučína.

K připojení Hlučínska k Československu došlo 4. února 1920 na základě článku 83 Versailleské mírové smlouvy, která vstoupila v platnost 10. ledna 1920. Jižní část okresu Ratiboř v opolském vládním obvodu hornoslezské provincie poraženého Pruska, která následně vstoupila ve známost jako Hlučínsko, se tak v rámci redefinice státních hranic poraženého Německa stala součástí mladé Československé republiky. Byla začleněna do země Slezské jako nový politický a současně soudní okres Hlučín. Na rozdíl od jiných, Německem odstupovaných území pruského Slezska, byla v tomto případě změna hranic provedena bez plebiscitu, pouze na základě historické příslušnosti Ratibořska k českým zemím (k nim patřilo až do ztráty Slezska v první slezské válce roku 1742) a „moravského“ jazyka většinového obyvatelstva. S výjimkou období druhé světové války (1938–1945), kdy bylo obsazeno nacistickým Německem, náleží Hlučínsko od roku 1920 Československu, resp. od roku 1993 České republice, až dodnes, ačkoliv jeho hranice se obzvláště v prvních letech po připojení ještě mírně měnily a území okresu Hlučín bylo později přerozděleno mezi okresy Opava a Ostrava-město (Moravskoslezský kraj).

## Hlučínsko v Německu

Územní změny v Německu po podpisu Versailleské smlouvy (Hlučínsko u čs. vlajky)
Společnost národů
Odstoupeno jiným státům
Výmarská republika

### 1742–1914

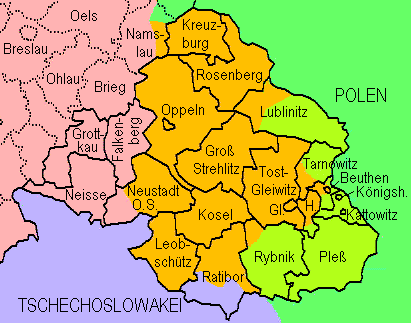
Rozdělení Horního Slezska po první světové válce (1920–1921)
Německo
Polsko
Československo

Uzavřením Berlínského míru 28. července 1742 ztratila rakouská arcivévodkyně Marie Terezie v prohrané slezské válce většinu Slezska ve prospěch pruského krále Fridricha II. Součástí odstoupeného území byla i část Opavska severně od řeky Opavy, východní část Krnovska (Hlubčicko) a Ratibořsko a též moravská enkláva Ketř. Na těchto územích žijící Moravci začali být státem vedeni k němčině, avšak povědomí o jejich jazykovém spojení s Moravou (svou řeč nazývali „moravština“) jim pomáhali držet česky mluvící katoličtí kněží, protože církevně toto území nadále náleželo do působnosti olomouckého arcibiskupství.
Germanizační tlaky na slovanské obyvatelstvo pruského pohraničí zesilovaly v posledních letech před první světovou válkou. V té době začaly v oblasti vznikat první spolky, iniciované většinou Spolkem na podporu němectví, jejichž počet před válkou dosáhl na Hlučínsku šedesáti. Významnou roli v posilování německého ducha sehráli učitelé a nová generace kněží, kteří sice používali moravštinu, ale mimo otázku jazykovou se chovali jako dobří němečtí vlastenci. Navzdory politickému tíhnutí k Německu však ve sčítání lidu v roce 1905 uvedlo 87,3 % obyvatel Hlučínska jako svou mateřskou řeč moravštinu. Tu však ve své zemi používali obvykle pouze doma a v kostele, ačkoliv kontakty s mluvčími češtiny začali navazovat i díky novým pracovním příležitostem v průmyslové Ostravě. Celkový počet obyvatel s mateřskou řečí moravštinou v okresech hlubčickém a ratibořském v roce 1900 činil 64 382 osob. Na území, později odstoupeném Československu, se hlásilo k moravštině 37 607 obyvatel a německy mluvící byli v těchto obcích významně zastoupeni pouze v Třebomi (97 %), Sudicích (86 %) a Hlučíně (28 %).

### 1914–1920
Bojů první světové války se Hlučíňané zúčastnili na straně Německa, které bylo spojencem Rakouska-Uherska, a 1743 mužů z hlučínských obcí (mimo Hať a Píšť) v této válce zahynulo. V rámci společenské diskuze o poválečném uspořádání Evropy se hlučínští kněží ve svých Katolických novinách v prohlášení z 8. února 1919 dovolávali uzákonění dvojjazyčnosti na úřadech, u soudů, notářů a na školách. Skupina Moravců sešlých se okolo Vánoc 1915 na faře v Bořutíně okolo faráře Josefa Hlubka však věřila v poválečné obnovení samostatného českého státu. Své přání „opětného spojení pruské větve s českým národním kmenem“ komunikovala v memorandu Československé národní radě ustanovené roku 1916 v Paříži. Následoval požadavek na připojení „moravské“ části Hlubčicka a Ratibořska k nově vzniklému Československu zaslaný pařížské mírové konferenci a tábor lidu na Ostré hůrce u Háje ve Slezsku (na rakouské straně německo-rakouské hranice) v září 1918, na kterém byl požadavek na připojení území obývaných Moravci k Československu poprvé vyhlašován veřejně. Kněží na Hlučínsku však tyto nálady nesli s nelibostí a 30. listopadu 1918 otiskli v novinách Hultschiner Zeitung prohlášení, ve kterém demonstrovali věrnost svou a svých farníků ke katolické církvi, moravskému jazyku, ale i německé otčině.
Na rakouské straně hranice a v českém odbojovém hnutí i v zahraničí panoval do roku 1915 zájem především o získání Těšínska (o nějž později Československo svedlo spor s Polskem). Teprve když v březnu 1915 v Ženevě zakresloval T. G. Masaryk do mapy svou představu o rozloze budoucího československého státu, vyznačil na ní i požadavek na území zahrnující města Hlubčice, Ratiboř a Hlučín. Na okraji této mapy je poznamenáno, že „Ratibořsko by se reklamovalo i z historických důvodů.“ Československá vláda pak v dalších spisech jako důvod pro připojení území na Ratibořsku uváděla vedle hospodářských a strategických důvodů i jazykovou a genetickou spřízněnost tamního obyvatelstva s českým národem. I na základě těchto důvodů nakonec mírová konference rozhodla o připojení území převážně obývaných Moravci k Československu bez konání plebiscitu, který nařídila v mnoha jiných národnostně smíšených oblastech Horního Slezska.

## Připojení k Československu

### Versailleská smlouva
Podle článku 83 Versailleské mírové smlouvy, která vstoupila v platnost 10. ledna 1920, byla nakonec Československu přiřknuta pouze jižní část hornoslezského okresu Ratiboř, která následně vešla ve známost jako Hlučínsko. Versailleská smlouva hranice tohoto území popsala pouze přibližně a jejich přesné stanovení přenechala zvláštní komisi:

Mapa ukazuje 38 obcí a měst připojených v letech 1920–1923 k Československu. Nová, československo-německá hranice je znázorněna červeně, předválečná rakousko-pruská hranice šedě.

Německo se vzdává ve prospěch státu československého všech práv a právních titulů na část území slezského takto vymezenou:
počínaje od bodu položeného asi 2 km na jihovýchod od Ketře (Katscher), na hranicích mezi krajem hlubčickým a ratibořským:
hranice mezi těmito dvěma kraji;
poté stará hranice mezi Německem a Rakouskem-Uherskem až k bodu ležícímu na Odře přímo na jih od železnice Ratiboř–Bohumín;
poté směrem severozápadním až k bodu ležícímu asi 2 km na jihovýchod od Ketře:
čára, jež bude určena na místě samém a která míjí na západě Chřenovice (Kranowitz).
Komise složená ze sedmi členů, z nichž pět bude jmenováno Čelnými mocnostmi spojenými a sdruženými, jeden Polskem a jeden státem československým, bude ustavena do čtrnácti dnů po tom, kdy nabude působnosti tato smlouva, aby určila na místě samém hraniční čáru mezi Polskem a státem československým.
Rozhodnutí komise stanou se většinou hlasů a budou závazná pro zúčastněné strany.

Versailleská mírová smlouva, článek 83
Hraniční komise, která pracovala od ledna 1920, vytyčila podle tohoto popisu nejprve území o rozloze 285,22 km² s téměř 50 000 obyvateli v 36 obcích, jež v následujících letech až do roku 1923 ještě poněkud revidovala tak, že Československu připadly obce Hať a Píšť (k převzetí došlo 16. března), zatímco Ovsiště a osada Rakovec s částí katastru Šilheřovic připadly Německu. Celková rozloha území získaného Československem se tak ustálila na přibližně 316 km².

### Převzetí československými úřady
Vojenský zábor Hlučínska prováděl 3. moravský pluk v Opavě 4. února 1920. Tři vojenské kolony s hudbou v čele vstoupily v ranních hodinách na nové území současně v Kravařích (ve směru od Opavy), v Dolním Benešově (ve směru od Háje u Opavy) a v Hlučíně (ve směru od Děhylova). Na náměstí ve městě Hlučíně vpochodovala hudba a přiklusali na koních vojenští jezdci v 11 hodin dopoledne. Členy delegace, která za nimi do města přijela v osmi automobilech, byli mj. nově jmenovaný hlučínský okresní hejtman František Sichra, slezský zemský prezident a současně nově jmenovaný zplnomocněný vládní komisař pro Ratibořsko Josef Šrámek a francouzští zástupci Dohody plukovník Émile Henri Charles Marty s kapitánem Varennem.

### Související články

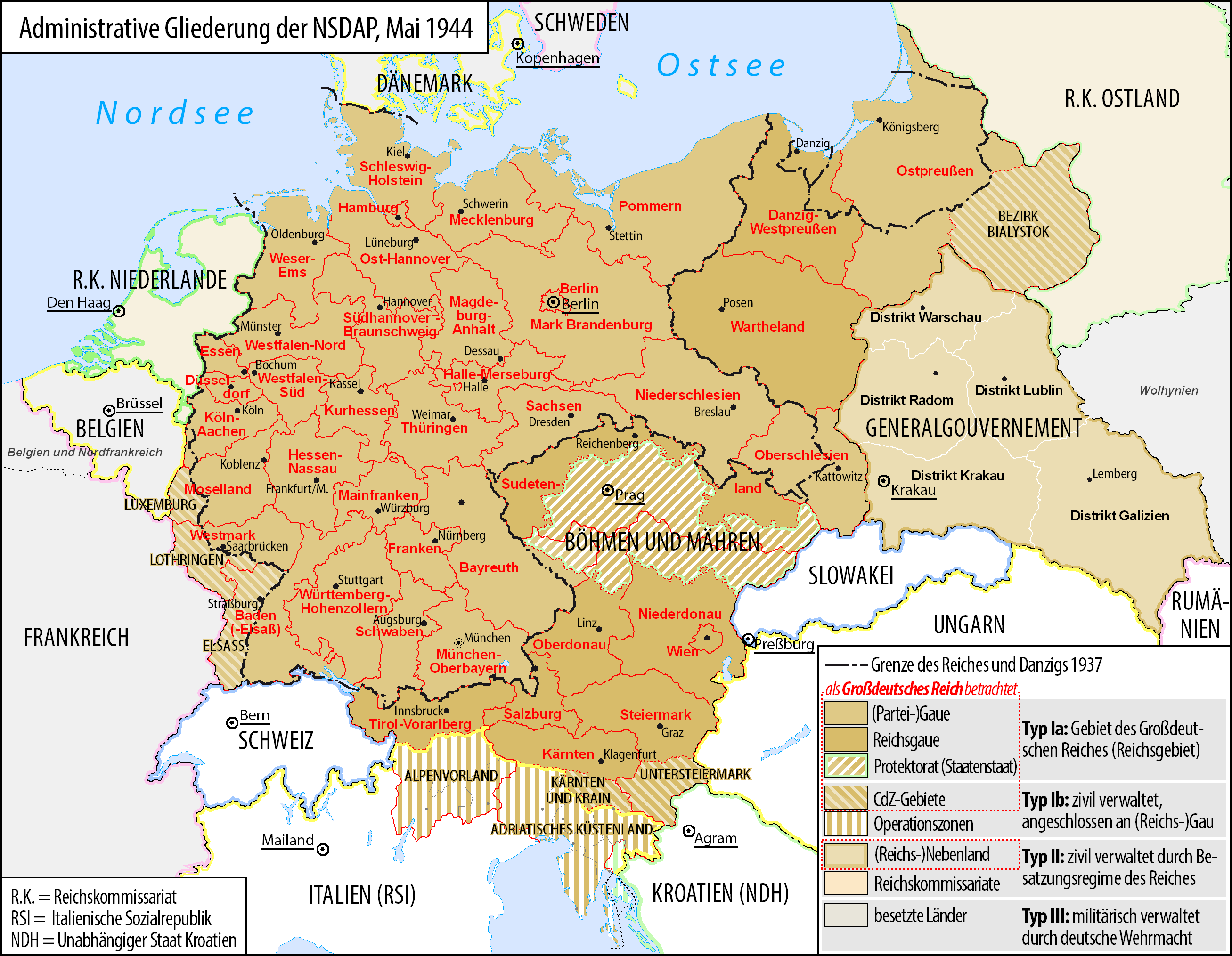
Za druhé světové války, resp. v letech 1938–1945, bylo Hlučínsko znovu součástí Německa – jako součást obnovené provincie Horní Slezsko (provincie) (Oberschlesien).